# Nyasasaurus
Nyasasaurus ist eine Gattung ausgestorbener Reptilien aus der Mittleren Trias von Ostafrika. Fossilien des etwa zwei bis drei Meter langen Tieres wurde im Gebiet um den heutigen Malawisee gefunden und sind etwa 240 bis 245 Millionen Jahre alt (spätes Anisium). Sie kamen erstmals in den 1930er Jahren bei paläontologischen Grabungen ans Licht und wurden 2013 von einer Wissenschaftlergruppe um Sterling Nesbitt in eine eigene Gattung mit der einzigen Art Nyasasaurus parringtoni gestellt. Phylogenetische Analysen des Fossilmaterials ordnen Nyasasaurus entweder als Dinosaurier oder als nächsten Verwandten dieser Tiergruppe ein. Seine afrikanische Herkunft lässt einen Ursprung der Dinosaurier im südlichen Pangaea vermuten, denn die Gattung ist etwa 15 Millionen Jahre älter als die bislang ältesten bekannten Dinosaurier aus der frühen Obertrias von Südamerika.

## Merkmale
Da nur wenige und fragmentierte Fossilien von Nyasasaurus gefunden wurden, lassen sich nur wenige morphologische Merkmale der Tiere feststellen. Die Dimensionen der Wirbel legen eine Körperlänge von 2–3 m nahe. Der Oberarm von Nyasasaurus besaß an seinem oberen Ende einen verlängerten Knochenkamm. Die Tiere hatten mindestens drei Kreuzbeinwirbel und besaßen Hyposphen-Hypantrum-Verbindungen zwischen den Vorlendenwirbeln. Gegenüber ursprünglicheren Dinosauriformen wies Nyasasaurus ein beschleunigtes Knochenwachstum auf, das mit jenem der frühen Dinosaurier vergleichbar ist.

## Fundort, Fossilmaterial und Stratigraphie
Die ersten Funde von Nyasasaurus, drei Hals- und zwei hintere Rückenwirbel, stammen aus den frühen 1930er Jahren. Gordon Murray Stockley fand sie in den westlichen Manda-Bänken des Ruhuhu-Beckens im Südwesten Tansanias. Der Holotyp der Gattung (Inventarnummer NHMUK R6856) wurde von Francis Rex Parrington im Lifua-Schichtglied der Manda-Bänke freigelegt. Er besteht aus einem Oberarmknochen, drei fragmentarischen Rücken- und drei Kreuzbeinwirbeln. Die Typlokalität wird auf das späte Anisium (rund 240 bis 245 mya) datiert, sie gehört also in die Mittlere Trias. Damit ist Nyasasaurus 10–15 Millionen Jahre älter als Eoraptor, einem der ältesten bekannten Dinosaurier aus der Ischigualasto-Formation in Argentinien.

## Ökologie
Da weder der Schädel noch der Laufapparat von Nyasasaurus bekannt ist, können keine Schlüsse auf seine Ernährung oder Lebensweise gezogen werden. Die Großtierfauna seines Lebensraums bestand unter anderem aus den Cynodonten Aleodon brachyrhamphus und Scalenodon angustifrons, den Dicynodonten Sangusaurus edentatus und Angonisaurus cruickshanki sowie dem Rhynchosaurier Stenaulorhynchus stockleyi.

## Systematik
Das erste Mal wurde eines der heute Nyasasaurus zugeschriebenen Fossilien 1932 von Sydney H. Haughton als „?Thecodontosaurus alophos“ flüchtig beschrieben. Alan Charig beschrieb 1956 in seiner Dissertation (Doktorarbeit) ein anderes Exemplar und stellte es in eine systematische Nähe des Prestosuchiers Spondylosoma absconditum. Charig bemerkte allerdings auch bestimmte Ähnlichkeiten im Knochenbau mit den Echsenbeckensauriern und führte das Material elf Jahre später unter dem Namen Nyasasaurus parringtonis als Verwandten von Thecodontosaurus. Weder Haughton noch Charig beschrieben ihre Taxa allerdings formal gültig, weshalb sie als nomina nuda gelten. In der Folgezeit wurden die Fossilien wahlweise als Prosauropode, als früher Vertreter der Dinosaurier oder als einer ihrer frühen Verwandten geführt. 2013 lieferten Sterling Nesbitt, Paul M. Barrett, Sarah Werning und Christian Sidor eine Revision des Materials und eine formale Diagnose nach und beschrieben es unter dem ursprünglich von Charig vorgeschlagenen Namen. Der Gattungsname Nyasasaurus („Echse vom Nyasasee“) lehnt sich an den Fundort nahe dem Malawisee (in Tansania Nyasasee genannt) an, das Artepitheton parringtoni ehrt Francis Rex Parrington, den Finder des Holotyps.
Darüber hinaus kommen Nesbitt und Kollegen zu dem Ergebnis, dass es sich bei Nyasasaurus entweder um den basalsten Dinosaurier oder um das Schwestertaxon dieser Gruppe handelt. Insbesondere der Knochenkamm am Oberarm ist dabei ein gemeinsames Merkmal der Dinosaurier. Allerdings weist die Analyse osteologischer Feinmerkmale Nyasasaurus für einzelne Merkmale teils als abgeleiteten, teils als basalen Dinosaurier aus. Vorläufig ordnen Nesbitt und Kollegen die Gattung als Dinosaurier ein, äußern aber auch Vorbehalte, weil die abgeleiteten und ursprünglichen Merkmale der Dinosaurier und die Stellung einiger anderer basaler Taxa ungeklärt sind.